# Einar Lilie

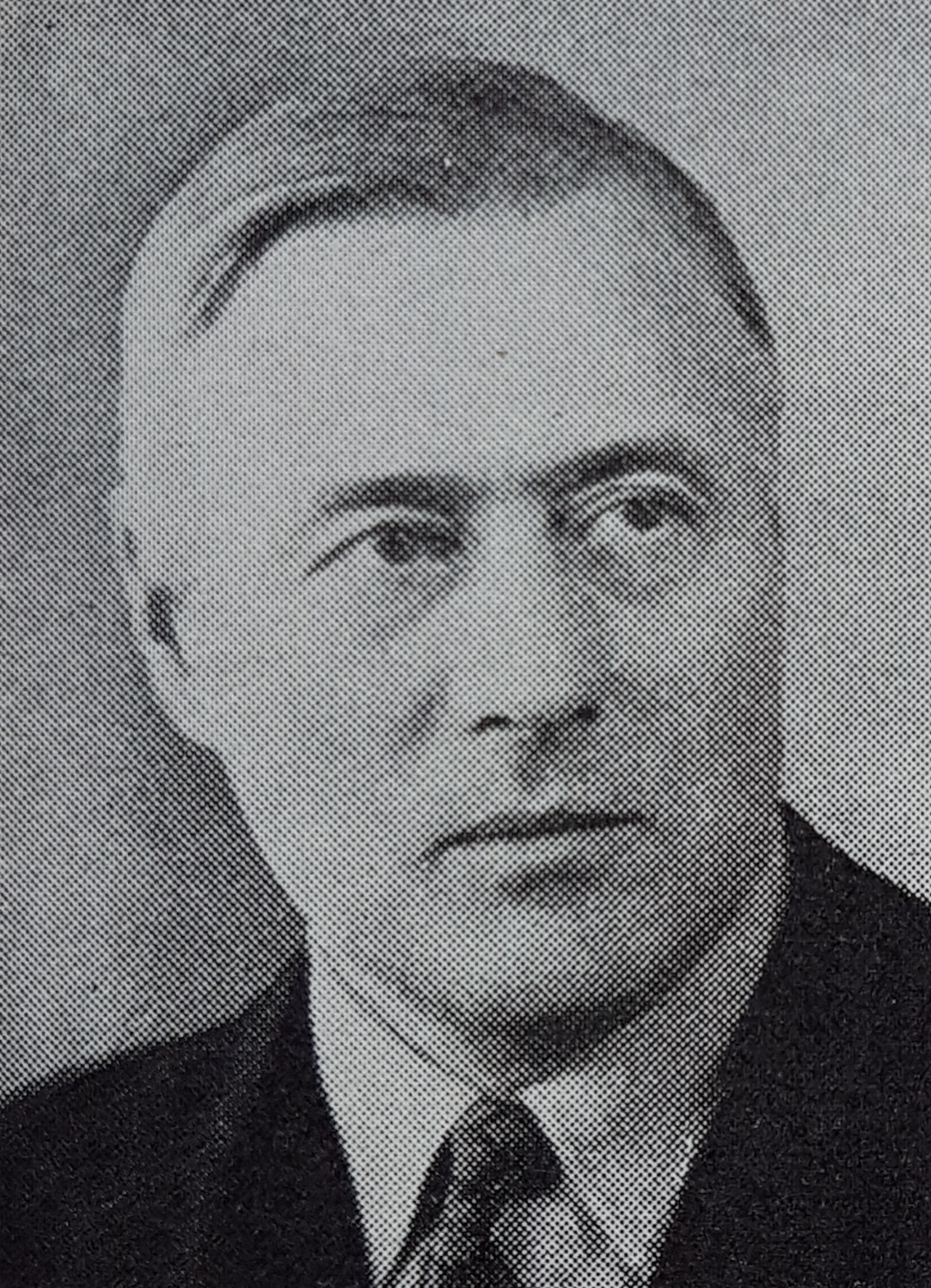
Einar Lilie

Einar Theodor Lilie, född 26 juli 1890 i Falun, död 12 januari 1974 i Örgryte församling, var en svensk idrottsledare, skolrektor och språkforskare.
Einar Lilie var son till lantbrukaren Johan Nilsson. Efter mogenhetsexamen vid Skara högre allmänna läroverk 1909 blev han student vid Göteborgs högskola och avlade en filosofie kandidatexamen där 1911. Hans huvudämne blev nordiska språk, 1914 avlade han en filosofisk ämbetsexamen, 1919 filosofie licentiat och disputerade 1921 med avhandlingen Studier över Nomina agentis i nutida svenska. Lilie skrev även senare ett flertal artiklar och höll föredrag inom ämnet Nordiska språk, men då främst inriktat mot pedagogik. Han höll bland annat en serie radiokåserier och tal och skrift. Lilie blev 1923 filosofie doktor.
Lilie arbetade 1914–1915 och 1917–1918 som extralärare eller vikarierande adjunkt vid Göteborgs östra realskola, 1917 som extralärare vid Göteborgs västra realskola och 1918–1921 vid Göteborgs högre latinläroverk. Åren 1920–1926 var han adjunkt vid Göteborgs högre realläroverk. Lilie var 1926–1947 rektor vid Göteborgs kommunala mellanskola och 1947–1955 rektor vid Burgårdens samrealskola i Göteborg. Han var ordförande i Kommunala mellanskolornas rektorsförening 1926–1947, tillförordnat undervisningsråd under 1930, 1931, 1933 och 1939, sekreterare i läroverkssakkunniga 1931–1932, ledamot i Pedagogiska sällskapet i Göteborg 1936–1942 och sekreterare i Modersmålslärarnas förening 1956–1963.
Einar Lilie var alltifrån läroverksåren idrottsintresserad och engagerade sig bland annat i Skara IF och Sveriges Akademiska Idrottsförbund där han 1913–1921 var ledamot av styrelsen. Han tävlade själv, särskilt i friidrott och blev både svensk och nordisk akademikermästare i längdhopp och tresteg. Lilie var 1914–1916 sekreterare i Göteborgs högskolas gymnastik- och idrottsförening, 1916–1922 dess vice ordförande och från 1922 föreningens ordförande. Vidare var han sekreterare i styrelsen för Örgryte IS, vice ordförande 1917–1921 och förande 1932–1938. Lilie var även ledamot av styrelsen för Svenska idrottsförbundet, ledamot av styrelsen för Sällskapet för friluftsledare 1920–1934, ledamot av styrelsen för Svenska skolidrottsförbundet 1921–1956, ledamot av styrelsen för Svenska Fotbollförbundet 1922–1923, ledamot av styrelsen för Svenska lekförbundet 1922–1925 och var ordförande i Sveriges kvinnliga idrottsförbund 1925–1927. Dessutom vice ordförande i Internationella kvinnliga idrottsförbundet 1926–1934, ledamot av Riksidrottsförbundets överstyrelse 1926–1955, ordförande i Svenska idrottsförbundets kommitté för kvinnlig idrott 1927–1934, ordförande i Göteborgs skolidrottsförbund 1933–1956. Einar Lilie är begravd på Örgryte nya kyrkogård.